# Isogenoides colubrinus
Isogenoides colubrinus és una espècie d'insecte plecòpter pertanyent a la família dels perlòdids.

## Hàbitat
En el seu estadi immadur és aquàtic i viu a l'aigua dolça, mentre que com a adult és terrestre i volador.

## Distribució geogràfica
Es troba a Nord-amèrica: el Canadà (Alberta, la Colúmbia Britànica, Manitoba, els Territoris del Nord-oest, Saskatchewan i el Yukon) i els Estats Units (Alaska, Arizona, Califòrnia, Colorado, Idaho, Montana, Nou Mèxic, Oregon, Utah, Washington i Wyoming).